# 無量寺 (江戸川区)
無量寺（むりょうじ）は、東京都江戸川区篠崎町三丁目にある真言宗豊山派の寺院。

## 概要
平安時代中期、恵心僧都源信によって開山された。源信が当地に来た際に草庵を作ったのが起源である。源信作といわれている阿弥陀如来像を本尊としている。
永禄年間（1558年 – 1570年）の国府台合戦で、里見軍の残党が当寺に立てこもったので、戦火で炎上したという。
その戦火で古記録を失っているが、江戸時代に入る頃までには再興を果たしており、上小松村内の神社の別当寺になっている。

## 文化財
- 木造阿弥陀如来立像 - 江戸川区指定有形文化財・彫刻、平成16年4月13日告示[5]
- 木造如来立像 - 江戸川区指定有形文化財・彫刻、平成16年4月13日告示[6]

## 交通アクセス
- 篠崎駅より徒歩12分（経路案内）。

## 関連文献
- 「下篠崎村 無量寺」『新編武蔵風土記稿』 巻ノ29葛飾郡ノ10、内務省地理局、1884年6月。NDLJP:763979/63。